# Anoectochilus yatesiae
Anoectochilus yatesiae är en orkidéart som beskrevs av Frederick Manson Bailey. Anoectochilus yatesiae ingår i släktet Anoectochilus och familjen orkidéer. Inga underarter finns listade i Catalogue of Life.